# ميغومي كوباياشي
ميغومي كوباياشي (باليابانية: 小林恵) هي مغنية وعارضة وممثلة يابانية، ولدت في 24 أبريل 1977 بكاناغاوا في اليابان.

## وصلات خارجية
- ميغومي كوباياشي على موقع IMDb (الإنجليزية)
- ميغومي كوباياشي على موقع قاعدة بيانات الفيلم (الإنجليزية)